# Бразан, Габриэл
Габриэ́л Насиме́нту Резе́нде Браза́н (порт.-браз. Gabriel Nascimento Resende Brazão; родился 5 октября 2000, Уберландия) — бразильский футболист, вратарь клуба «Сантос».

## Клубная карьера
Воспитанник футбольной академии клуба «Крузейро». Выступал за молодёжные составы команды, но в основном составе так и не сыграл. В начале 2019 года стал игроком итальянского клуба «Парма». Впоследствии права на игрока перешли к «Интернационале», однако за миланскую команду бразилец не играл, отправляясь в аренду в другие команды.
В сезоне 2019/20 выступал за «Альбасете», а затем за другую испанскую команду — «Реал Овьедо». В январе 2022 года был отдан в аренду на полтора года в «Крузейро».

## Карьера в сборной
В апреле 2015 года сыграл за сборную Бразилии до 15 лет в двух товарищеских матчах против сборных Австрии и Мексики.
С 2016 по 2017 год выступал за сборную Бразилии до 17 лет. В составе сборной стал чемпионом Южной Америки в возрастной категории до 17 лет, а также завоевал бронзовые медали чемпионата мира.
В октябре 2018 года получил вызов в первую сборную Бразилии на матчи против Уругвая и Камеруна.
В декабре 2018 года был вызван в состав сборной Бразилии до 20 лет на предстоящий чемпионат Южной Америки для игроков до 20 лет.

## Достижения
«Интернационале»
- Обладатель Суперкубка Италии: 2022